# Hokus & Pokus
Hokus & Pokus är en svensk, avslutad webbserie skapad av Peter Dyamo. Projektet inleddes den 26 januari 2006 och pågick till den 16 november 2009, varefter arkivet utgjordes av totalt 400 seriestrippar.
Serien kretsar nästan uteslutande kring två huvudfigurer, en katt och en igelkott, som tillbringar sina dagar på en gräsplätt med varandra som sällskap. Hokus är den bittra, apatiska katten som önskar sig lugn och ro men inte lyckas undkomma igelkotten Pokus förföljelse och intima närmanden.
Hokus & Pokus handlar i grunden om relationer och vänskap, "ett förhållande som enligt alla faktorer inte borde fungera men fungerar ändå", men tar ofta upp samhällsrelaterade ämnen som populärkultur, politik, eller till exempel feminism. Humorn i serien bygger mer på igenkänningskomedi och karaktäristiska persondrag än konkreta poänger.
I privatregi av upphovsmannen släpptes två samlingsalbum. Den första boken kom ut 2007 med 150 strippar. Den andra boken kom ut 2009 med 200 strippar.